# Chromocyphella pinsapinea
Chromocyphella pinsapinea är en svampart som beskrevs av G. Moreno, A. Ortega & Honrubia 1985. Chromocyphella pinsapinea ingår i släktet Chromocyphella och familjen Inocybaceae.   Inga underarter finns listade i Catalogue of Life.